# Tituli in Proconsulari
Tituli in Proconsulari (łac. Diocesis Titulanus in Proconsulari) – stolica historycznej diecezji w Cesarstwie rzymskim w prowincji Afryka Prokonsularna, sufragania metropolii Kartagina. Współcześnie w Tunezji. Obecnie katolickie biskupstwo tytularne.

## Biskupi tytularni
| Lp. | Biskup              | Funkcja                                         | Od              | Do              |
| --- | ------------------- | ----------------------------------------------- | --------------- | --------------- |
| 1   | Paul Marie Ro Kinam | emerytowany arcybiskup Seulu (Korea Południowa) | 23 marca 1967   | 10 marca 1971   |
| 2   | Pierre Bach         | wikariusz apostolski Savannakhet (Laos)         | 28 czerwca 1971 | 26 czerwca 2020 |
| 3   | Daniele Salera      | biskup pomocniczy Rzymu                         | 27 maja 2022    | 16 grudnia 2024 |